# Adolphe de Bellonet
Adolphe de Bellonet est un général et député français né le 29 juin 1789 à Béthune (Pas-de-Calais) et décédé le 22 septembre 1851 à Paris.

## Biographie
Entré en 1805 à l'école Polytechnique, il en sort officier du génie. Capitaine en 1810, membre des conseils d'administration du génie, il est ingénieur en chef à Calais en 1815. Chef de bataillon en 1825, il est ingénieur à Belfort de 1826 à 1835. Il est nommé colonel et directeur des fortifications de La Rochelle, puis en Algérie. Général de brigade en 1840, il est alors commandant supérieur du génie en Afrique. Il est membre du comité des fortifications en 1841.
Il est député du Haut-Rhin de 1842 à 1848, siégeant dans la majorité soutenant la Monarchie de Juillet, il est nommé général de division en 1847. Il est mis à la retraite lors de la révolution de 1848, puis rappelé en août 1849.

## Sources
- « Adolphe de Bellonet », dans Adolphe Robert et Gaston Cougny, Dictionnaire des parlementaires français, Edgar Bourloton, 1889-1891 [détail de l’édition]